# Carrie Brownstein
Carrie Rachel Grace Brownstein (Seattle, 27 september 1974) is een Amerikaans muzikante en actrice. Ze is bekend als gitarist en zangeres van de riot grrrl-groep Sleater-Kinney. Sinds 2010 maakt Brownstein deel uit van de supergroep Wild Flag. Samen met komiek Fred Armisen maakte ze en speelt ze in de komische televisieserie Portlandia.